# Corrado di Baviera (1883-1969)
Corrado Liutpoldo Francesco Giuseppe Maria, principe di Baviera (Konrad Luitpold Franz Joseph Maria, Prinz von Bayern; Monaco di Baviera, 22 novembre 1883 – Hinterstein, 6 settembre 1969), è stato un generale tedesco, membro della Casa di Wittelsbach.

## Biografia

### Infanzia

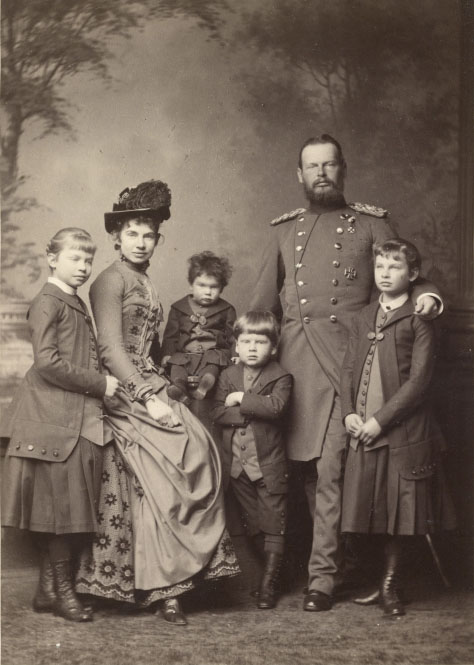
Leopoldo di Baviera, Gisella d'Asburgo-Lorena, Corrado e i suoi fratelli fotografati da Joseph Albert nel 1885

Corrado era il quarto figlio di Leopoldo di Baviera e di sua moglie, la principessa Gisella d'Asburgo-Lorena. L'imperatore Francesco Giuseppe I d'Austria e l'imperatrice Elisabetta di Baviera erano i suoi nonni materni.

### Prima guerra mondiale
Il principe Corrado è stato l'ultimo comandante del secondo Reggimento Cavalleria Pesante durante la prima guerra mondiale in Russia ed in Europa orientale. Il reggimento fu disciolto a Landshut il 6 febbraio 1919.

### Matrimonio

Maria Bona di Savoia-Genova

L'8 gennaio 1921, presso il Castello di Agliè, vicino a Torino, sposò Maria Bona di Savoia-Genova (1896-1971), figlia di Tommaso di Savoia, secondo duca di Genova.
La cerimonia religiosa venne celebrata dal cardinale Agostino Richelmy, arcivescovo di Torino, e vide la partecipazione, fra gli altri, del re Vittorio Emanuele III, del principe ereditario Umberto e dei principi delle case Savoia-Genova e Savoia-Aosta.
Il matrimonio è noto per essere stato il primo fra due casate storicamente nemiche dalla fine della prima guerra mondiale e per aver riunito membri delle case Savoia, Wittelsbach e Asburgo.

### Morte
Corrado di Baviera morì a Hinterstein il 6 settembre 1969. La sua tomba si trova nel cimitero del Monastero di Andechs, in Germania.

## Discendenza
Corrado e Maria Bona ebbero due figli:
- Amalie Isabella Marie Gisela Margarete di Baviera (1921-1985), sposata con Umberto Poletti-Galimberti, conte d'Assandri (1921–1995);
- Eugen Leopold Adelheid Thomas Maria di Baviera (1925-1997), sposato con la contessa Hélène di Khevenhüller-Metsch (1921-2017).

## Ascendenza
|                                      |                                  |                                       | Genitori                             |  |  | Nonni |  |  | Bisnonni              |  |  | Trisnonni                          |  |
|                                      |                                  |                                       |                                      |  |  |       |  |  | Ludovico I di Baviera |  |  | Massimiliano I Giuseppe di Baviera |  |
|                                      |                                  |                                       |                                      |  |  |       |  |  | Ludovico I di Baviera |  |  | Massimiliano I Giuseppe di Baviera |  |
|                                      |                                  | Augusta Guglielmina d'Assia-Darmstadt |                                      |  |  |       |  |  | Ludovico I di Baviera |  |  |                                    |  |
| Luitpold di Baviera                  |                                  |                                       |                                      |  |  |       |  |  | Ludovico I di Baviera |  |  |                                    |  |
|                                      |                                  | Teresa di Sassonia-Hildburghausen     | Federico di Sassonia-Altenburg       |  |  |       |  |  |                       |  |  |                                    |  |
|                                      |                                  | Teresa di Sassonia-Hildburghausen     | Federico di Sassonia-Altenburg       |  |  |       |  |  |                       |  |  |                                    |  |
|                                      |                                  | Teresa di Sassonia-Hildburghausen     | Carlotta di Meclemburgo-Strelitz     |  |  |       |  |  |                       |  |  |                                    |  |
| Leopoldo di Baviera                  |                                  | Teresa di Sassonia-Hildburghausen     |                                      |  |  |       |  |  |                       |  |  |                                    |  |
|                                      |                                  | Leopoldo II di Toscana                | Ferdinando III di Toscana            |  |  |       |  |  |                       |  |  |                                    |  |
|                                      |                                  | Leopoldo II di Toscana                | Ferdinando III di Toscana            |  |  |       |  |  |                       |  |  |                                    |  |
|                                      |                                  | Leopoldo II di Toscana                | Luisa Maria Amalia di Borbone-Napoli |  |  |       |  |  |                       |  |  |                                    |  |
| Augusta Ferdinanda d'Asburgo-Toscana |                                  | Leopoldo II di Toscana                |                                      |  |  |       |  |  |                       |  |  |                                    |  |
|                                      |                                  | Maria Anna Carolina di Sassonia       | Massimiliano di Sassonia             |  |  |       |  |  |                       |  |  |                                    |  |
|                                      |                                  | Maria Anna Carolina di Sassonia       | Massimiliano di Sassonia             |  |  |       |  |  |                       |  |  |                                    |  |
|                                      |                                  | Maria Anna Carolina di Sassonia       | Carolina di Borbone-Parma            |  |  |       |  |  |                       |  |  |                                    |  |
| Corrado di Baviera                   |                                  | Maria Anna Carolina di Sassonia       |                                      |  |  |       |  |  |                       |  |  |                                    |  |
|                                      | Francesco Carlo d'Asburgo-Lorena | Francesco II d'Asburgo-Lorena         |                                      |  |  |       |  |  |                       |  |  |                                    |  |
|                                      | Francesco Carlo d'Asburgo-Lorena | Francesco II d'Asburgo-Lorena         |                                      |  |  |       |  |  |                       |  |  |                                    |  |
|                                      | Francesco Carlo d'Asburgo-Lorena | Maria Teresa di Borbone-Napoli        |                                      |  |  |       |  |  |                       |  |  |                                    |  |
| Francesco Giuseppe I d'Austria       | Francesco Carlo d'Asburgo-Lorena |                                       |                                      |  |  |       |  |  |                       |  |  |                                    |  |
|                                      |                                  | Sofia di Baviera                      | Massimiliano I Giuseppe di Baviera   |  |  |       |  |  |                       |  |  |                                    |  |
|                                      |                                  | Sofia di Baviera                      | Massimiliano I Giuseppe di Baviera   |  |  |       |  |  |                       |  |  |                                    |  |
|                                      |                                  | Sofia di Baviera                      | Carolina di Baden                    |  |  |       |  |  |                       |  |  |                                    |  |
| Gisella d'Asburgo-Lorena             |                                  | Sofia di Baviera                      |                                      |  |  |       |  |  |                       |  |  |                                    |  |
|                                      |                                  | Massimiliano Giuseppe in Baviera      | Pio Augusto in Baviera               |  |  |       |  |  |                       |  |  |                                    |  |
|                                      |                                  | Massimiliano Giuseppe in Baviera      | Pio Augusto in Baviera               |  |  |       |  |  |                       |  |  |                                    |  |
|                                      |                                  | Massimiliano Giuseppe in Baviera      | Amalia Luisa di Arenberg             |  |  |       |  |  |                       |  |  |                                    |  |
| Elisabetta di Baviera                |                                  | Massimiliano Giuseppe in Baviera      |                                      |  |  |       |  |  |                       |  |  |                                    |  |
|                                      |                                  | Ludovica di Baviera                   | Massimiliano I Giuseppe di Baviera   |  |  |       |  |  |                       |  |  |                                    |  |
|                                      |                                  | Ludovica di Baviera                   | Massimiliano I Giuseppe di Baviera   |  |  |       |  |  |                       |  |  |                                    |  |
|                                      |                                  | Ludovica di Baviera                   | Carolina di Baden                    |  |  |       |  |  |                       |  |  |                                    |  |
|                                      |                                  | Ludovica di Baviera                   |                                      |  |  |       |  |  |                       |  |  |                                    |  |